# Labramia sambiranensis
Labramia sambiranensis är en tvåhjärtbladig växtart som beskrevs av René Paul Raymond Capuron och André Aubréville. Labramia sambiranensis ingår i släktet Labramia och familjen Sapotaceae. Inga underarter finns listade i Catalogue of Life.